# Meteorito marciano

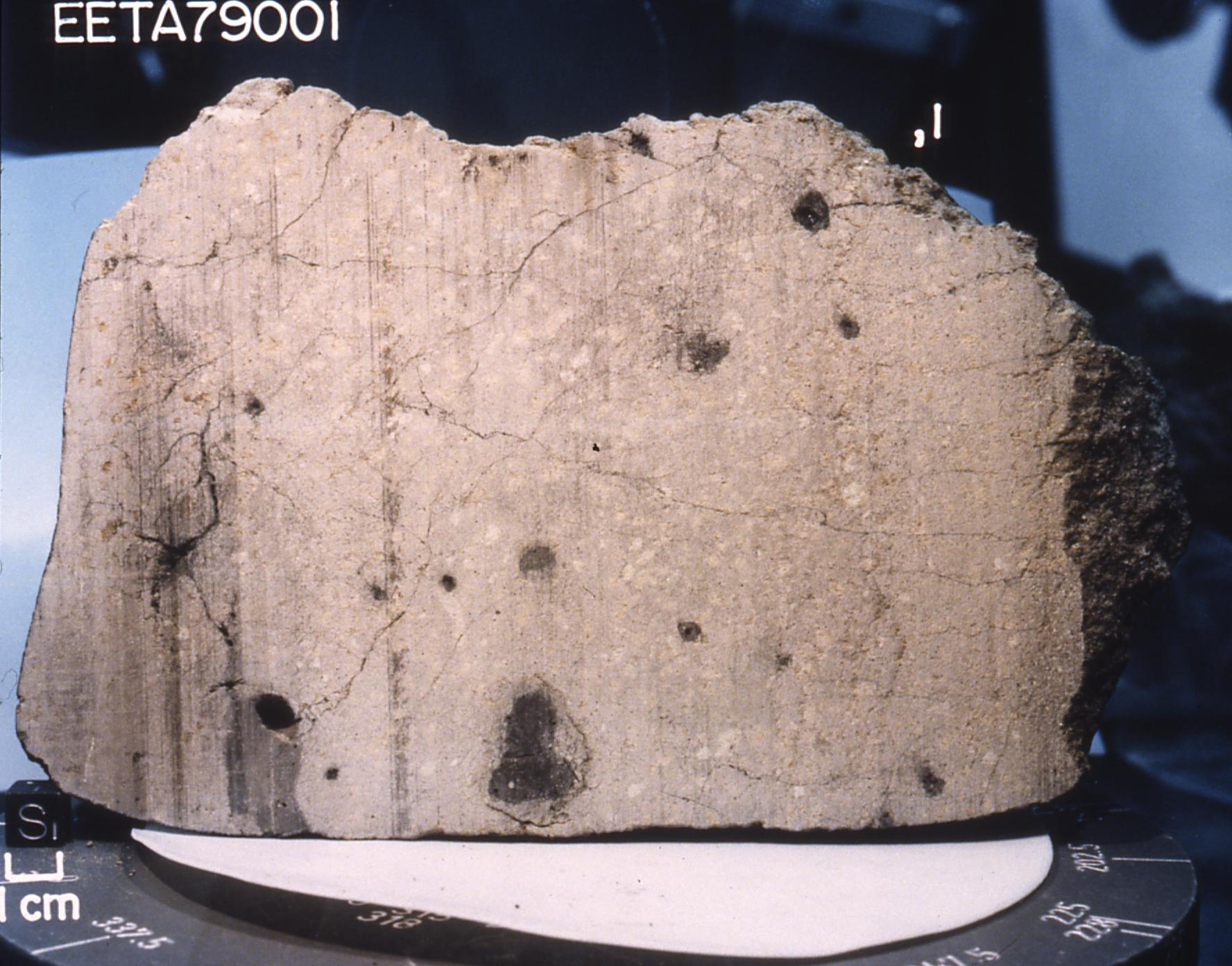
El meteorito marciano Meteorito EETA 79001

Un meteorito marciano es una roca de Marte que, millones de años atrás, por alguna circunstancia, salió disparada (probablemente por causa de un asteroide que impactó contra la superficie marciana) alejándose del campo gravitatorio del planeta, lo que significa que se "perdió" en el espacio hasta que, por casualidad, se acercó lo suficiente a la Tierra como para que la gravedad de nuestro planeta la hiciera reentrar. Finalmente, y después de haber resistido las elevadas temperaturas de la entrada, impactó en la superficie terrestre. Se concluye que su origen es marciano al comparar la composición de la roca con las muestras recogidas por las sondas en la superficie del planeta rojo. 
Los meteoritos marcianos son extremadamente raros de encontrar, ya que tienen que producirse una serie de fenómenos para que lleguen hasta la Tierra. El lugar donde más meteoritos marcianos se han encontrado es en el desierto del Sáhara (África). Normalmente cuando se encuentran se les llama Lucky (Suerte) seguido del número de meteoritos marcianos encontrados hasta la fecha (por ejemplo el DaG 476, bautizó como Lucky 13 porque fue el meteorito marciano encontrado número 13 (solo se habían encontrado 12 hasta antes de este).